# Jesse Wallingford
Jesse Wallingford (n. 25 ianuarie 1872, Londra, Regatul Unit al Marii Britanii și Irlandei – d. 6 iunie 1944, Auckland, Noua Zeelandă) a fost un trăgător de tir ce a reprezentat Regatul Unit al Marii Britanii și al Irlandei de Nord, medaliat olimpic. A participat la o ediție a Jocurilor Olimpice (1908) în care a câștigat o medalie de bronz.

## Participări
Lista de mai jos prezintă principalele competiții la care a participat Jesse Wallingford de-a lungul carierei.
- shooting at the 1908 Summer Olympics – men's 50 yard free pistol, team[*]